# 中辻洋司
中辻 洋司（なかつじ ようじ、1951年6月26日 - ）は、日本の化学者。大阪工業大学工学部応用化学科元教授。工学博士（大阪大学）。日本油化学会元理事・界面科学部会2001/2002部会長。 
専門は、有機機能物性化学・有機合成化学・有機工業化学、オレオサイエンス・油化学、分子認識化学・生化学。  

## 略歴
1974年大阪大学工学部応用化学科卒業（日本油化学会創設メンバーの一人である小森三郎の研究室）。1979年同大学大学院工学研究科応用化学専攻博士課程修了、工学博士（大阪大学）。同大学工学部応用化学科助手となる。その後、講師、1990年同学科助教授を経て、2004年大阪工業大学工学部応用化学科教授として着任、有機機能化学研究室を担当。2016年定年退職、大阪工業大学退官。
大阪大学・大阪工業大学工学部にて35年以上の長きに渡り教鞭を執り、特に大阪工業大学応用化学科においては、有機機能化学研究室を立ち上げ、有機機能物性化学・オレオサイエンスの研究・育成に貢献した。
主な所属学会は、日本化学会、アメリカ化学会、日本油化学会、アメリカ油化学会、石油学会、有機合成化学協会。主な受賞は、日本油化学会功績賞、(財)油脂工業会館油脂技術優秀論文賞(2001)。主な著書は、糖質系機能物質の合成と応用（共著、フレグランスジャーナル2002、学術書）、生産と技術 ：ラリアートエーテルによる分子認識（単著、生産技術振興協会2004、学術書）。

## 主な研究
- 糖誘導体の分子設計
- 両親媒性物質の合成と機能
- 大環状多座配位子及び非環状関連化合物の合成と物性
- 異種イオンのNa＋とK＋を双方向に能動輸送する新規大環状化合物の開発 - 人工系においてその機能の創出に世界で初めて成功[2]
- 多疎水鎖多親水基型イオン性界面活性剤の合成と物性
- 疎水基鎖長の異なる二鎖二親水基型アニオン界面活性剤の溶液物性[6] - 東京理科大学との共同研究